# Usiku Cavus
Usiku Cavus és una formació geològica de tipus cavus a la superfície de Mart, localitzada amb el sistema de coordenades planetocèntriques a -10.9 ° latitud N i 264.1 ° longitud E, que fa 42 km de diàmetre. El nom va ser aprovat per la UAI el sis de novembre de 2017 i fa referència al terme «nit» en suahili.